# Кітаб аль-джебр ва-ль-мукабала

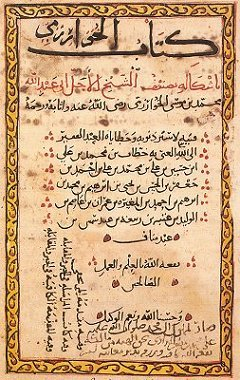
Перша сторінка книги

Кітаб аль-Джебр ва-ль-Мукабала (араб. الكتاب المختصر في حساب الجبر والمقابلة‎‎ — «Коротка книга доповнення і протиставлення» — відома книга арабського вченого Мухаммеда ібн Муси аль-Хорезмі, від назви якої походить термін «алгебра».

## Історичне значення
Книга — важлива віха класичної алгебри, науки розв'язання рівнянь. Вона століттями визначила характер алгебри як практичної науки без аксіоматичної основи.

## Зміст
Книга ділиться на три частини:
- рівняння першого та другого ступеня з вправами
- практична тригонометрія
- розв'язання задач з розподілу спадку

У рівняннях не використовуються символи, вони виражаються словами. Аль-Хорезмі виділяє наступні 6 типів рівнянь (a, b, c при цьому невід'ємні коефіцієнти; розглядаються тільки додатні розв'язки):
- «квадрати дорівнюють кореням» (ax² = bx)
- «квадрати дорівнюють числу» (ax² = c)
- «корені дорівнюють числу» (bx = c)
- «квадрати і корені дорівнюють числу» (ax² + bx = c)
- «квадрати і число дорівнюють кореням» (ax² + c = bx)
- «корені і число дорівнюють квадратам» (bx + c = ax²)

Кожен тип рівнянь розв'язується за правилом, яке доводиться геометрично.
Дані шість типів рівнянь протягом віків були «ядром» алгебри. Тільки в 1544 році Міхаелем Штифелем були допущені від'ємні коефіцієнти, що дозволило знизити кількість типів рівнянь.

## Переклади
Книга збереглась у арабській копії та деяких перекладах на латину.